# Fáskrúðsfjarðargöng
Die Fáskrúðsfjarðargöng  sind ein Straßentunnel im Osten von Island.
Der doppelspurige, beleuchtete Tunnel wurde 2005 eröffnet und ist 5,9 Kilometer lang.
Er ist zusammen mit dem ganzen ehemaligen Suðurfjarðavegur  seit November 2017 ein Teil der Ringstraße  und verbindet Fáskrúðsfjörður mit Reyðarfjörður und weiter nach Egilsstaðir.
Die der Weg durch den Tunnel und den Zufahrtswegen ist 14 Kilometer lang.
Die ursprüngliche Verbindung verlangte ein komplettes Ausfahren des Fjords.
Der weiterhin bestehende Vattarnesvegur  um das gleichnamige Kap, ist nur teilweise asphaltiert und 35 Kilometer länger.
Der Tunnel verbesserte und verkürzte zudem die Anbindung von Egilsstaðir und Umgebung mit Reykjavík im Winter (sowie generell für Lastwagen).
Die weiter nördlich verlaufende Route über die Breiðdalsheiði, die bis November 2017 Teil der Ringstraße war, ist in diesem Abschnitt noch geschottert und führt über einen Pass, so dass die Fahrt je nach Wetter gefährlich oder unmöglich ist.
Die Fahrt entlang den Fjorden ist dagegen auch mit der Fáskrúðsfjarðargöng länger, dafür aber asphaltiert und weitgehend wintersicher.
Seit dem 11. November 2017 ist der vormalige Suðurfjarðavegur  mit der Fáskrúðsfjarðargöng offiziell Bestandteil der Ringstraße und ersetzt die Route über die Breiðdalsheiði.